# Sărata-Galbenă, Hîncești
Sărata-Galbenă este un sat-reședință de comună din raionul Hîncești, Republica Moldova. Comuna este situată în centrul Republicii Moldova la o distanta de 65 km de capitala Moldovei Chișinău, la 16 km de centrul raional Hîncești, la 50 km de Gara Feroviară Iargara, la 75 km de frontiera cu România, postul vamal Leușeni. Sărata-Galbenă se învecinează: la Nord cu satul Mereșeni, la Nord-Vest cu comuna Cărpineni, la Sud cu satul Cneazevca, la Sud-Est cu satul Caracui și la Sud-Vest cu satul Orac.
Satul Sărata-Galbenă are o așezare pitorească, este cuprins de două dealuri Rosculeasa și Ciobanca. În centrul satului este situat iazul care divizează satul in două părți: partea rusă și partea moldovenească, unde locuiește populația celor șapte minorități naționale, care trăiesc în bună înțelegere.

## Istoric
Prima mențiune documentară a satului Sărata-Galbenă o găsim în cartea domnească de-a lui Alexandru cel Bun (1400-1432), de la 1 mai 1406:
„6914 <1406> mai 1.

Copie ispisocului domnilor Alicsandru și Ilieș voievod, prin cari să miluiești pe Vlad Dolhici cu un sat pe Crasna, undi ești casa lui, și un loc pustiu pisti Prut, anumi Fântâna Veprova, diasupra Sărății, spre a-i fi lui uric, cu tot venitul, și fiilor, nepoților și strănepoților lui, nestrămutat nici odenioară, în veci.

Iar hotarul acelui sat fii cu toati aceli vechi hotară, după cum au umblat din vechiu, precum și hotarul locului acelui pustiu să fei cât va putea apuca s'a stăpânească din destul pentru un sat.”
Altfel spus, domnul Țării Moldovei dăruiește boierului Vlad Dolhici seliștea de peste Prut, numită Fântâna Veprovei/Fântâna Porcului (vepri în limba slavă înseamnă mistreț, porc), deasupra râulețului Sărata.
Mai târziu, în uricul lui Ștefan cel Tânăr voievod (1517-1527) este menționat că urmașilor lui Vlad Dolhici, în persoana lui Sima Dușăscul, li se întărește satul Ivereni de peste Prut,  „la obârșia Sărații”, în baza "a lor drept uric..." pe care moșul lor l-a avut de la Alexandru voievod.
Următorul document despre satul de pe râul Sărata, ținutul Lăpușna, este uricul lui Constantin Movilă (1607-1611) de la 16 august 1609, dar aici satul are un nou nume - Ruorești/Răurești.
În secolul XVIII localitatea a fost pângărită adesea de tătari, deoarece pe dealul dintre Sărata-Galbenă și satul Caracui trecea „hotarul lui Halil-pașa”. În 1817 satul este atestat cu numele de Sărata, ce făcea parte din ocolul Hotărniceni, ținutul Codru, așezat de-a lungul râușorului Sărata și aparține moșierului Vasile Iamandi.

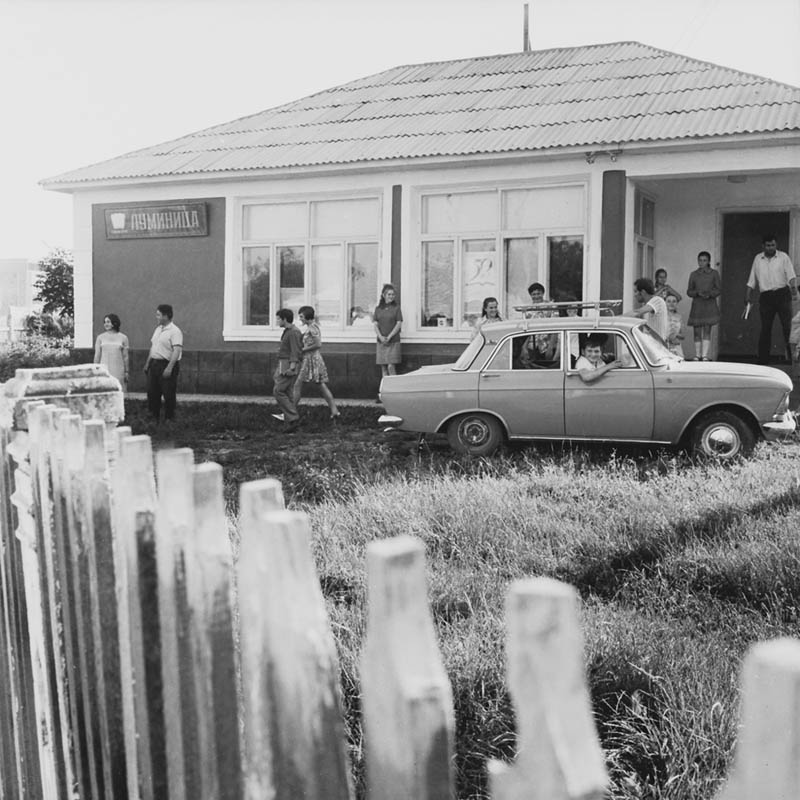
Imagine din satul anilor '80 (Librăria „Luminița”)

La recensământul din 1858 satul are de acum numele de Sărata Golbani, numărul locuitorilor este impunător de mare - 1268 de oameni; satul era divizat în partea de sus și partea de jos, având stăpân pe Constantin Anastasii Zoti.
Pentru prima dată denumirea actuală a satului o întâlnim în Dicționarul geografic al Basarabiei, autor Zamfir Arbore, publicat în 1904. De aici aflăm că satul se numea Sărata-Galbenă sau Slobozia și avea o populație de 2900 de suflete.
Începând, însă, cu anul 1915, toponimul Sărata-Galbenă nu s-a mai schimbat și a rămas până în zilele noastre.
Conform Legii privind organizarea administrativ teritoriala a R.M. nr.292 XIV din 19.02.1999 satul Sărata-Galbenă a fost transformat în comuna Sărata-Galbenă, în componența căreia intră 5 sate: Sărata-Galbenă, Brătianovca, Cărpineanca, Coroliovca și Valea Florii. cu o populație totală de 6100 locuitori.
Dicționarul Geografic al Basarabiei elaborat de Zamfir Arbore în 1904, oferă următoarea descrierea: Sărata-Galbenă sau Slobozia, sat, în jud. Bender, așezat în valea Sărata, la gura văii Nirișenilor. Face parte din volostea Gura-Galbenă. La S. de sat trece șoseaua de la Gura-Galbenă, care trece în valea Prutului. Are 363 case, cu o populație de 2900 suflete; 612 vite mari.

## Simboluri
În anul 2010 au fost aprobate însemnele heraldice:
Stema: În câmp verde, un triskelion în direcția acelor de ceasornic, îmbrăcat în pantalon de argint și opincă de aur, cantonat de trei flori de ruscuță (Adonis vernalis) de aur și peste care broșează o fântână heraldică, supraîncărcată cu un cap de mistreț (hure de sanglier) negru, cu colții de argint. Scutul timbrat de o coroană sătească de aur.
Drapelul satului Sărata-Galbenă reprezintă o pânză pătrată galbenă, având în mijloc un cerc (1/2 h) verde, cu un triskelion în direcția acelor de ceasornic, îmbrăcat în pantalon alb și opincă galbenă, cantonat de trei flori de ruscuță galbene și peste care broșează o fântână heraldică, supraîncărcată cu un cap de mistreț negru, cu colții albi.

## Populația
Conform datelor de la recensământul din anul 2004, în satul Sărata Galbenă locuiesc 4790 locuitori (2371 bărbați, 2419 femei).
Componența etnică a satului:
| Naționalitate    | Locuitori | Procente |
| ---------------- | --------- | -------- |
| moldoveni/români | 3.546     | 74,03    |
| ucraineni        | 1.169     | 24,41    |
| ruși             | 36        | 0,75     |
| țigani           | 19        | 0,40     |
| bulgari          | 10        | 0,21     |
| alții            | 10        |          |
| Total:           | 4.790     | 100%     |

## Economia
După desființarea Uniunii Sovietice sistemul de muncă colectivă (Colhoz) a fost distrus. În satul Sărata Galbenă a fost păstrat sistemul de muncă colectivă datorită președintelui de colhoz și deputat în Primul Parlament al Republicii Moldova, Iacob Negru.

## Împrejurimile Săratei

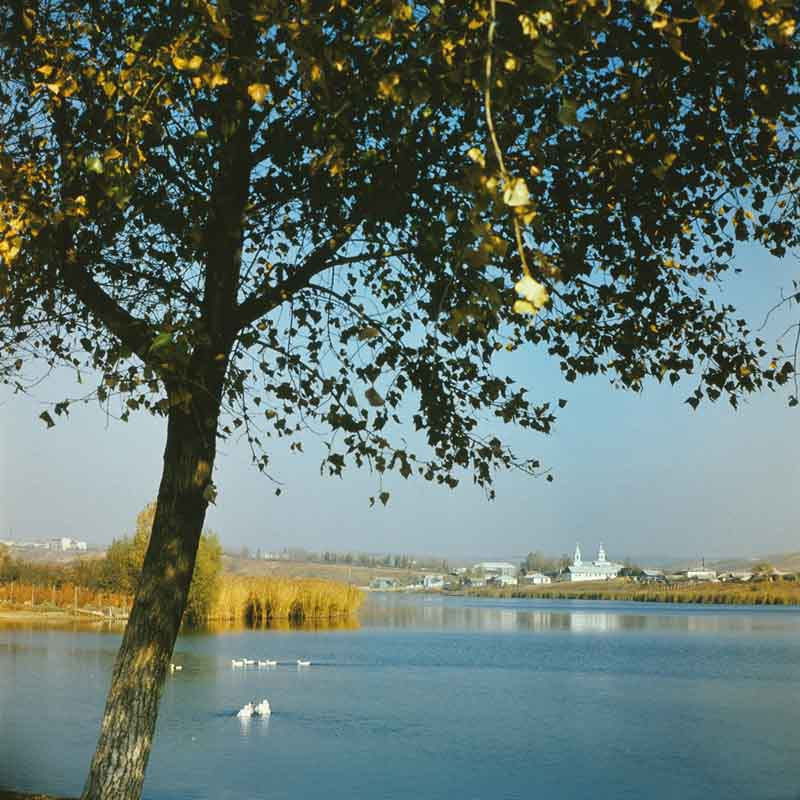
Lacul din localitate (1980)
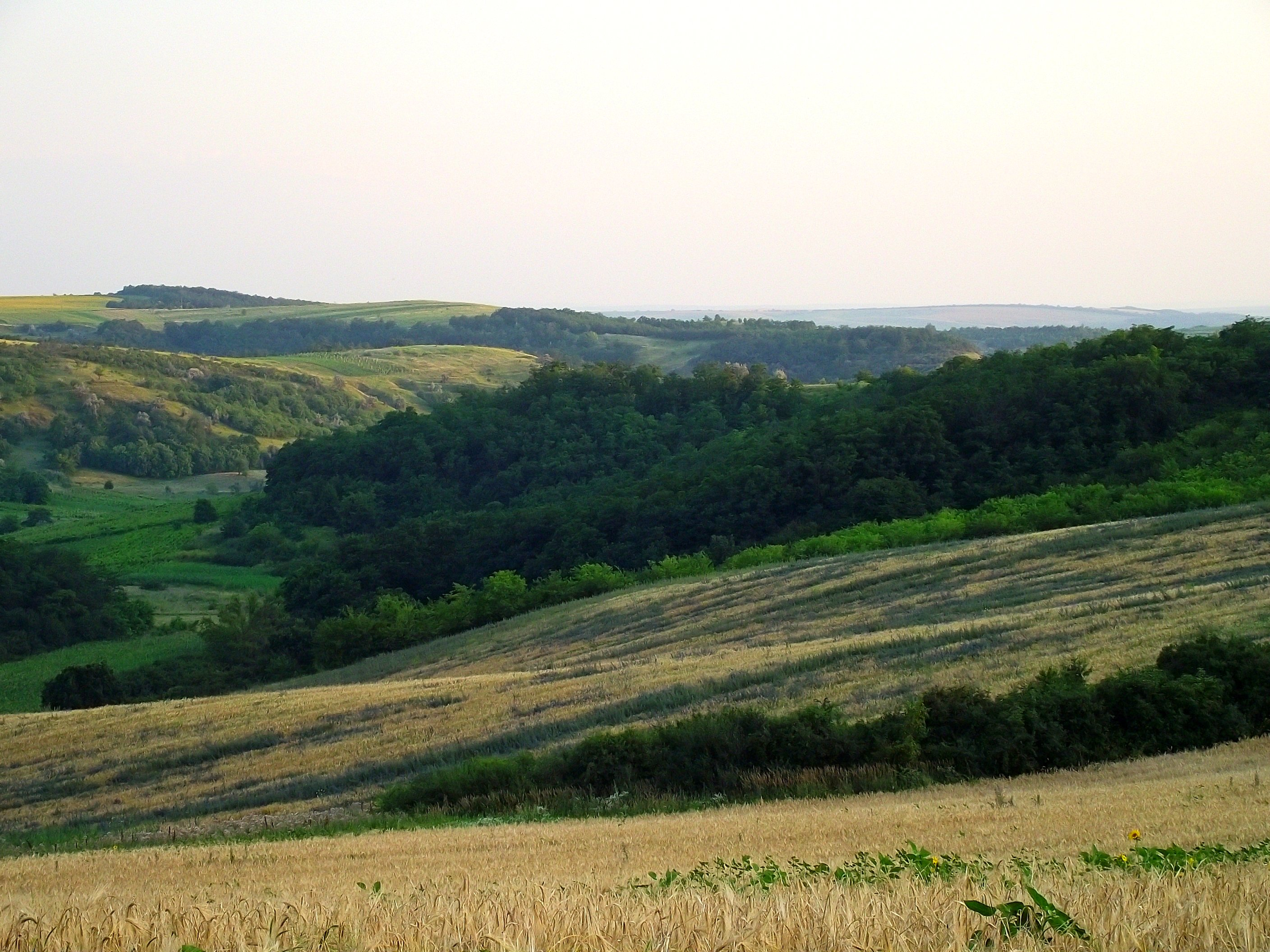
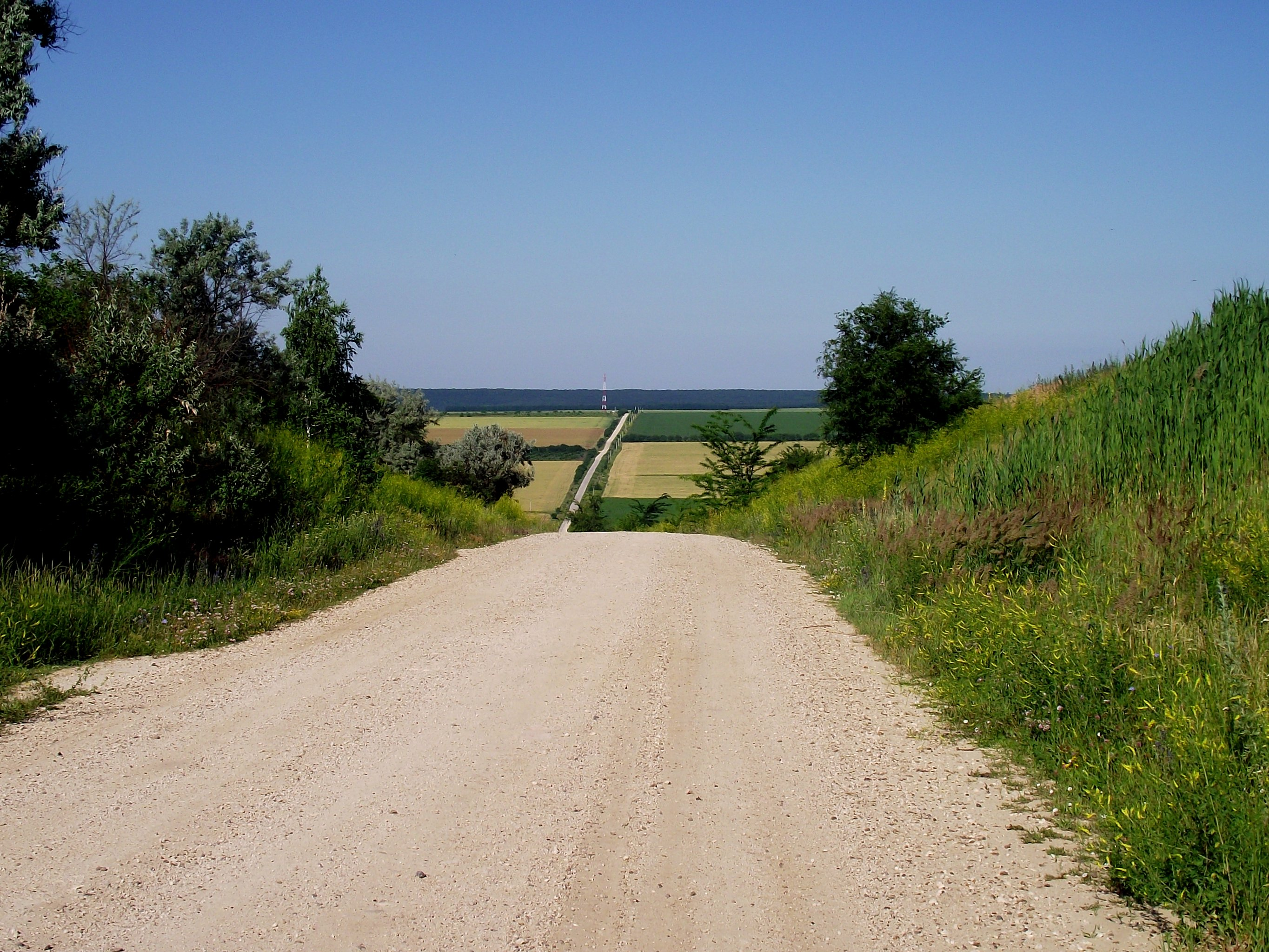
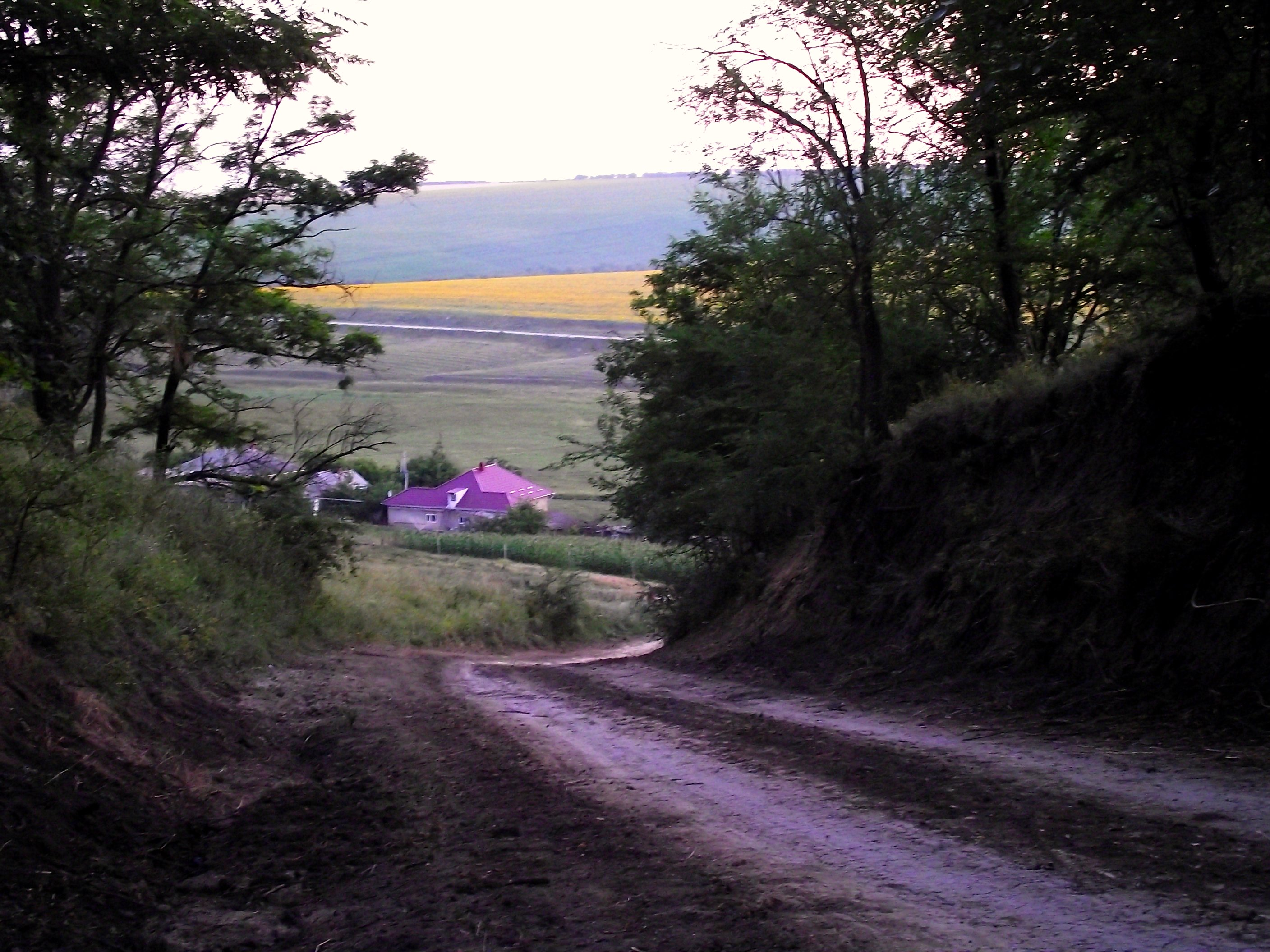
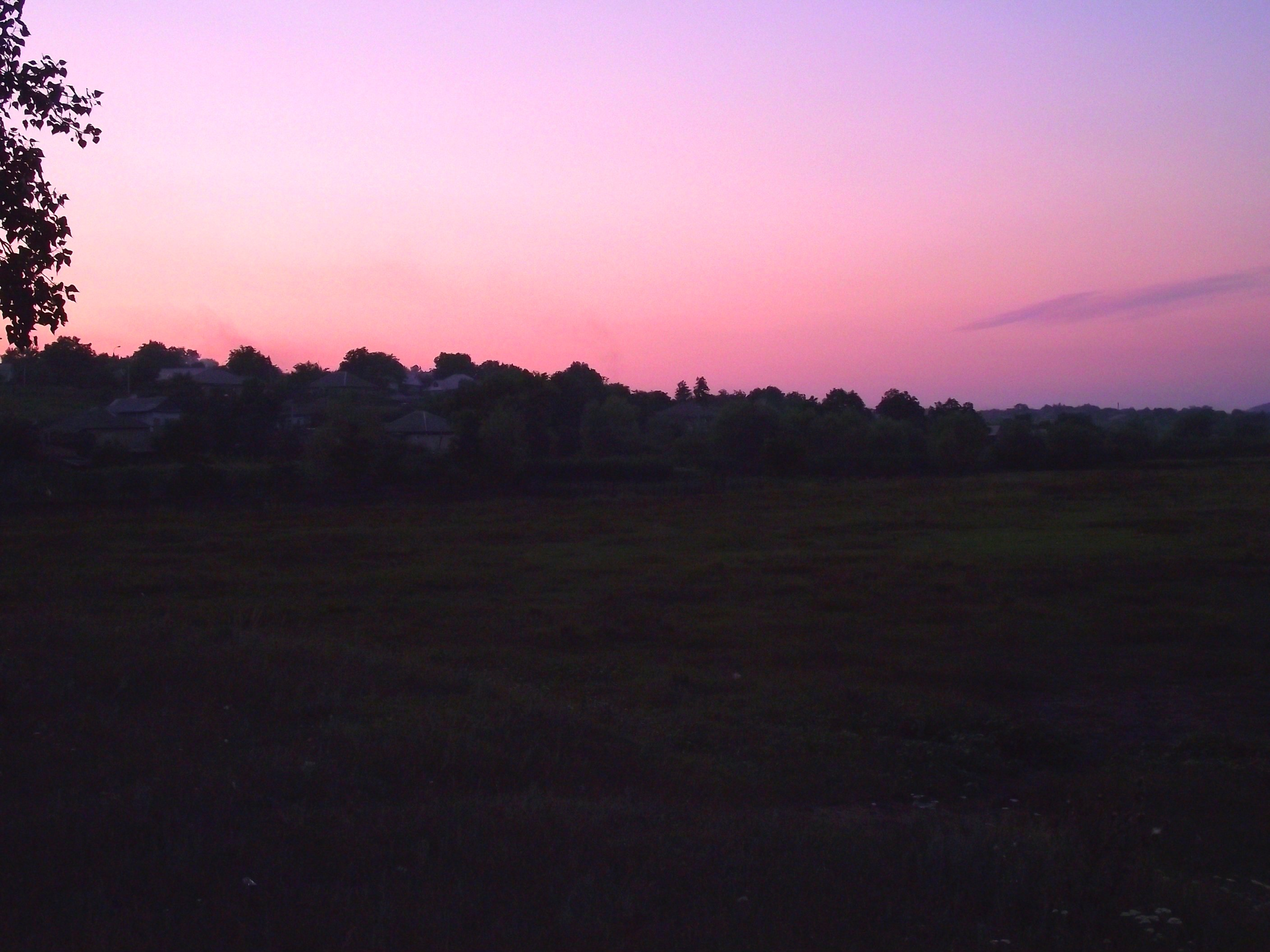